# Klaus Sander (Produzent)
Klaus Sander (* 21. November 1968 in Rheine) ist ein deutscher Regisseur, Produzent, Autor, Herausgeber und Verleger. Er ist der Gründer, Inhaber und Betreiber der  Edition supposé.

## Leben und Werk
Klaus Sander wuchs in Soest auf und absolvierte sein Abitur am dortigen Archigymnasium. Während seines Studiums in Köln und Bochum (u. a. bei Friedrich Kittler) hörte er den Philosophen Vilém Flusser, dessen Vortragsart ihn tief beeindruckte. Nach dessen plötzlichem Unfalltod arbeitete Sander im Nachlass Flussers und baute ab 1992/93 gemeinsam mit seiner Witwe Edith Flusser, seinem Sohn Miguel Gustavo Flusser und Vera Schwamborn das Vilém-Flusser-Archiv in Den Haag auf (später ansässig in München und Köln, heute an der Universität der Künste Berlin). Für die Veröffentlichung von Flussers letztem erhaltenen Tondokument gründete er 1996 seinen Verlag supposé.

### Verlag
Von 1996 bis 2007 war er Herausgeber zahlreicher Editionen mit historischen Originaltonaufnahmen großer Forscherpersönlichkeiten aus den Naturwissenschaften sowie von Philosophen und Schriftstellern.
Parallel dazu entwickelte Sander seit 2002 ein eigenes Aufnahme- und Produktionsverfahren für Audio-Erzählungen ohne Textvorlage oder Manuskript. Die so entstehenden Werke basieren auf Interviews und Gesprächen, die er allein oder gemeinsam mit Co-Regisseuren führt und die anschließend zu kohärenten Erzählungen zusammengeschnitten werden. Die Fragen und Gesprächsbeiträge der Produzenten sind auf den Endfassungen nicht zu hören. Mit dieser Art der Produktion gelingen Sander durch die Unmittelbarkeit des freien Erzählens, die Intimität der Aufnahmesituation und die verdichtende Form der Nachbearbeitung unverwechselbare, eigenständige Werke, die über eine bloße Dokumentation weit hinausgehen und immer auch als Porträts der Protagonisten konzipiert sind.
Für seine Arbeit wurde Sander mit zahlreichen Preisen ausgezeichnet.
Klaus Sander lebt mit seiner Familie in Wyk auf Föhr.

## Auszeichnungen (Auswahl)
- 2004: Deutscher Hörbuchpreis[6]
- 2004: Förderpreis der Kurt-Wolff-Stiftung[7]
- 2009: Hörbuch des Jahres 2008 (Ein Sommer, der bleibt)[8]
- 2015: Hörbuch des Jahres 2014 (Ans Ende kommen)[9]
- 2019: Deutscher Verlagspreis[10]
- 2020: Deutscher Verlagspreis[11]
- 2021: Deutscher Hörbuchpreis (Einsiedeln)[12]
- 2022: Deutscher Verlagspreis[13]
- 2023: Ehrenpreis der deutschen Schallplattenkritik[14]
- 2023: Deutscher Verlagspreis[15]

## Werke (Auswahl)

### Audio
- Descartes' Traum. Von der unendlichen Macht des Außenstehens. Erzähler: Otto E. Rössler. Konzeption u. Regie: Nils Röller, Klaus Sander u. Jan St. Werner, Köln 2002, ISBN 978-3-932513-28-2
- Krieg ist der Feind. Die Verantwortung des Wissenschaftlers. Erzähler: Joseph Weizenbaum. Konzeption u. Regie: Klaus Sander, Köln 2003, ISBN 978-3-932513-40-4
- Bindungsprobleme. Neurobiologische Überlegungen. Erzähler: Wolf Singer. Konzeption u. Regie: Klaus Sander, Köln 2003, ISBN 3-932513-48-7 (nominiert für den Deutschen Hörbuchpreis 2004 in der Kategorie "Beste Information")
- Faszination Vogelzug. Von Aristoteles bis zur globalen Klimaerwärmung. Peter Berthold erzählt. Konzeption u. Regie: Klaus Sander, Köln 2004, Neuauflage Berlin 2015 ISBN 978-3-932513-58-9
- Musen, Nymphen und Sirenen. Erzähler: Friedrich Kittler. Konzeption u. Regie: Klaus Sander, Köln 2005, ISBN 978-3-932513-64-0
- Zwischen den Sprachen. Ernst von Glasersfeld erzählt eine persönliche Geschichte des Radikalen Konstruktivismus. Konzeption u. Regie: Klaus Sander, Köln 2005, ISBN 978-3-932513-63-3
- Teufelsfragen. Ethische Konflikte in der Biomedizin. Erzähler: Jens Reich. Konzeption u. Regie: Klaus Sander, Köln 2005, ISBN 978-3-932513-62-6
- Spukhafte Fernwirkung. Anton Zeilinger über die Schönheit der Quantenphysik. Konzeption u. Regie: Klaus Sander, supposé, Köln 2005, ISBN 978-3-932513-60-2
- Dem Rätsel des Riechens auf der Spur. Hanns Hatt erzählt Grundlagen der Duftwahrnehmung. Konzeption u. Regie: Klaus Sander, Köln 2006, ISBN 978-3-932513-70-1
- Der Kampf zwischen Mensch und Mikrobe. Erzähler: Stefan H. E. Kaufmann. Konzeption u. Regie: Klaus Sander, Köln 2006 ISBN 978-3-932513-69-5
- Bionik – Was ist das? Was kann das? Was soll das? Erzähler: Werner Nachtigall. Konzeption u. Regie: Klaus Sander, Köln 2006, ISBN 978-3-932513-72-5
- Paarläufe der Wissenschaft. Ernst Peter Fischer erzählt. Konzeption u. Regie: Klaus Sander, Köln 2006, ISBN 978-3-932513-68-8
- Beobachtungsmanagement. Siegfried J. Schmidt über die Endgültigkeit der Vorläufigkeit. Konzeption u. Regie: Christoph Jacke, Sebastian Jünger, Klaus Sander u. Guido Zurstiege, Köln 2007, ISBN 978-3-932513-79-4
- Erdsystem-Management. Klimawandel als globale Herausforderung. Erzähler: Mojib Latif. Konzeption u. Regie: Klaus Sander, Köln 2007, ISBN 978-3-932513-82-4
- Der Bien. Jürgen Tautz über den Superorganismus Honigbiene. Konzeption u. Regie: Klaus Sander, Berlin 2007, ISBN 978-3-932513-80-0
- Ein Sommer, der bleibt. Peter Kurzeck erzählt das Dorf seiner Kindheit. Konzeption u. Regie: Klaus Sander, Berlin 2007, 10. Auflage Wyk auf Föhr 2018, ISBN 978-3-932513-85-5
- Algenraspler, Schneckenknacker, Schuppenfresser. Axel Meyer über den evolutionären Erfolg der Buntbarsche. Konzeption u. Regie: Klaus Sander, Berlin 2008, ISBN 978-3-932513-86-2
- Ist mein Blau dein Blau? Neurophilosophische Überlegungen zur Synästhesie. Erzähler: Hinderk M. Emrich, Manuela Lube u. Matthias Waldeck. Konzeption u. Regie: Klaus Sander u. Anja Theismann. Berlin 2008, ISBN 978-3-932513-83-1
- Was tun gegen Krebs? Erzähler: Harald zur Hausen. Konzeption u. Regie: Klaus Sander, Berlin 2008, ISBN 978-3-932513-84-8
- Da fährt mein Zug. Peter Kurzeck erzählt. Konzeption u. Regie: Klaus Sander, Berlin 2009, ISBN 978-3-932513-92-3
- Die Nacht ist aus Tinte gemacht. Herta Müller erzählt ihre Kindheit im Banat. Konzeption u. Regie: Thomas Böhm u. Klaus Sander, Berlin 2009, ISBN 978-3-932513-88-6
- Feuer-Management für Raumschiff Erde. Johann Georg Goldammer erzählt. Konzeption u. Regie: Klaus Sander, Berlin 2009, ISBN 978-3-932513-87-9
- Das Leben der Viren. Karin Mölling erzählt. Konzeption u. Regie: Klaus Sander. Berlin 2009, ISBN 978-3-932513-90-9
- Mein wildes Herz. Peter Kurzeck erzählt. Konzeption u. Regie: Klaus Sander, Berlin 2010, ISBN 978-3-932513-98-5
- Schau dir das an, das ist der Krieg. Dieter Wellershoff erzählt sein Leben als Soldat. Konzeption u. Regie: Thomas Böhm u. Klaus Sander, Berlin 2010, ISBN 978-3-932513-95-4
- Leben im Fisch. Kristín Steinsdóttir erzählt das Island ihrer Kindheit. Konzeption u. Regie: Thomas Böhm u. Klaus Sander, Berlin 2011, ISBN 978-3-932513-99-2
- Wem gehört die Geschichte. Aleida und Jan Assmann über Erinnern und Vergessen. Konzeption u. Regie: Thomas Knoefel u. Klaus Sander, Berlin 2011, ISBN 978-3-932513-94-7
- Die Saga-Aufnahmen I: Njáls saga / Laxdaela saga. Konzeption u. Regie: Thomas Böhm u. Klaus Sander, Berlin 2011, ISBN 978-3-86385-001-2
- Die Saga-Aufnahmen II: Egils saga / Grettis saga. Konzeption u. Regie: Thomas Böhm u. Klaus Sander, Berlin 2011, ISBN 978-3-86385-002-9
- Nicht nur in Worten, auch in der Tat. Käthe Sasso erzählt ihre Jugend im Widerstand. Konzeption u. Regie: Klaus Sander u. Evelyn Steinthaler, Berlin 2012, ISBN 978-3-86385-003-6
- Beeck. Willi Fährmann erzählt das Duisburg seiner Kindheit. Konzeption u. Regie: Thomas Böhm u. Klaus Sander, Berlin 2014, ISBN 978-3-86385-008-1
- Die Lehre vom fossilen Menschen. Friedemann Schrenk über paläoanthropologische Forschung. Konzeption u. Regie: Klaus Sander, Berlin 2014, ISBN 978-3-86385-004-3
- Das Basteln der Evolution. Walter J. Gehring erzählt eine genetische Theorie der Entwicklung. Konzeption u. Regie: Klaus Sander, Berlin 2014, ISBN 978-3-86385-007-4
- Ans Ende kommen. Dieter Wellershoff erzählt über Altern und Sterben. Konzeption u. Regie: Thomas Böhm u. Klaus Sander, Berlin 2014, ISBN 978-3-86385-009-8
- Glück tief – Höhlenforscher erzählen. Konzeption u. Regie: Klaus Sander u. Hilmar Schmundt, Berlin 2015, ISBN 978-3-86385-005-0
- Grundlagen des modernen Weinbaus. Hans Reiner Schultz erzählt. Konzeption u. Regie: Klaus Sander, Berlin 2015, ISBN 978-3-86385-010-4
- Das Auerhuhn. Peter Berthold erzählt. Konzeption u. Regie: Klaus Sander, Berlin 2015, ISBN 978-3-86385-012-8
- Die Sprachen der Welt. Ernst Kausen erzählt. Konzeption u. Regie: Klaus Sander, Berlin 2016, ISBN 978-3-86385-013-5
- Happy Aging. Ulrike Draesner erzählt ihre Wechseljahre. Konzeption u. Regie: Thomas Böhm u. Klaus Sander, Berlin 2016, ISBN 978-3-86385-011-1
- Für immer. Peter Kurzeck erzählt sein Schreiben. Konzeption u. Regie: Klaus Sander, Berlin 2016, ISBN 978-3-86385-014-2
- Von sich selbst wissen. Dieter Henrich erzählt über Erinnerung und Dankbarkeit. Konzeption u. Regie: Alexandru Bulucz u. Klaus Sander, Wyk auf Föhr 2019, ISBN 978-3-86385-200-9
- Einsiedeln. Thomas Hürlimann erzählt seine Kindheit und Jugend im Kloster. Konzeption u. Regie: Joachim Leser u. Klaus Sander, Wyk auf Föhr 2020, ISBN 978-3-86385-201-6
- Ein Mann des Meeres. André Wiersig erzählt sein Schwimmen durch die Ocean's Seven. Konzeption u. Regie: Erik Eggers u. Klaus Sander, Wyk auf Föhr 2020, ISBN 978-3-86385-203-0
- Mit dem Meer leben. Karsten Reise erzählt das Watt, Dünen und Deiche. Konzeption u. Regie: Klaus Sander, Wyk auf Föhr 2020, ISBN 978-3-86385-205-4
- Mein Geist hat sich verwildet. Alois M. Haas erzählt eine persönliche Geschichte der Mystik. Konzeption u. Regie: Dagmara Kraus u. Klaus Sander, Wyk auf Föhr 2021, ISBN 978-3-86385-202-3
- Trotzdem Mutter. Drei Frauen erzählen. Konzeption u. Regie: Klaus Sander u. Maike Struve, Wyk auf Föhr 2022, ISBN 978-3-86385-204-7 (nominiert für den Deutschen Hörbuchpreis 2023 in der Kategorie "Das besondere Hörbuch")
- Wolli Iserbrook. Klaus Sander zu Besuch bei Wolfgang Köhler, Wyk auf Föhr 2022, ISBN 978-3-86385-153-8

#### Als Herausgeber
- Vilém Flusser: Die Informationsgesellschaft – Phantom oder Realität? Hrsg. v. Klaus Sander, Köln 1996, veränderte Neuauflage 1999, ISBN 978-3-932513-10-7
- E. M. Cioran: Cafard. Originaltonaufnahmen 1974–1990. Hrsg. v. Thomas Knöfel u. Klaus Sander, Köln 1998, ISBN 978-3-932513-00-8
- Heinz von Foerster: 2 x 2 = grün. Originaltonaufnahmen 1989–1998. Hrsg. v. Klaus Sander, Köln 1999, ISBN 978-3-932513-08-4
- Vilém Flusser: Heimat und Heimatlosigkeit. Hrsg. v. Klaus Sander, Köln 1999, ISBN 3-932513-12-6.
- Paul Feyerabend: Wissenschaftstheoretische Plaudereien. Originaltonaufnahmen 1971–1992. Hrsg. v. Klaus Sander, Köln 2000, ISBN 978-3-932513-15-2
- Gotthard Günther: Lebenslinien der Subjektivität. Kybernetische Reflexionen. Originaltonaufnahmen. Hrsg. v. Bernhard Mitterauer u. Klaus Sander, Köln 2000, ISBN 978-3-932513-14-5
- Hubert Fichte: St. Pauli Interviews. Originalaufnahmen, Hamburg 1969. Hrsg. v. Nils Röller u. Klaus Sander, Köln 2000, ISBN 978-3-932513-20-6
- Paul Feyerabend: Stories from Paolino's Tapes. Private Recordings 1984–1993. Hrsg. v. Grazia Borrini-Feyerabend u. Klaus Sander, Köln 2001, ISBN 978-3-932513-19-0
- Konrad Bayer: Der sechste Sinn. Originaltonaufnahmen 1962–1964. Hrsg. v. Klaus Sander, Köln 2002, ISBN 978-3-932513-32-9
- Erwin Schrödinger: Was ist Materie? Originaltonaufnahmen 1949/1952. Hrsg. v. Klaus Sander, Köln 2002, Neuauflage 2007 ISBN 978-3-932513-30-5
- Albert Einstein: Verehrte An- und Abwesende! Originaltonaufnahmen 1921–1951. Hrsg. v. Klaus Sander, Köln 2003 ISBN 978-3-932513-44-2
- Max Planck: Wissenschaft und Leben. Originaltonaufnahmen 1936–1945. Hrsg. v. Klaus Sander, Köln 2003 ISBN 978-3-932513-45-9
- Lise Meitner: Die Frau in der Wissenschaft. Originaltonaufnahmen 1953–1958. Hrsg. v. Klaus Sander, Köln 2003 ISBN 978-3-932513-46-6
- Konrad Lorenz: Über das Verhalten geselliger Tiere. Originaltonaufnahmen 1951–1983. Hrsg. v. Klaus Sander, Köln 2004 ISBN 978-3-932513-55-8 (nominiert für den Deutschen Hörbuchpreis 2005 in der Kategorie „Beste Information“)
- Hubert Fichte / Lil Picard. Originalaufnahmen, New York 1975/76. Hrsg. v. Klaus Sander, Köln 2005, ISBN 978-3-932513-42-8
- Karl von Frisch: Die Tanzsprache der Bienen. Originaltonaufnahmen 1953–1962. Hrsg. v. Klaus Sander, Köln 2005, ISBN 978-3-932513-56-5
- René König: Ich bin Weltbürger. Originaltonaufnahmen 1954–1980. Hrsg. v. Jürgen Elias, Eberhard Illner, Oliver König u. Klaus Sander, Köln 2006 ISBN 978-3-932513-71-8
- Gershom Scholem: Die Erforschung der Kabbala. Originaltonaufnahmen 1967. Hrsg. v. Thomas Knoefel u. Klaus Sander, Köln 2006 ISBN 978-3-932513-66-4
- Werner Heisenberg: Die Verknüpfung von Physik und Philosophie. Originaltonaufnahmen 1951–1967. Hrsg. v. Klaus Sander, Köln 2006 ISBN 978-3-932513-65-7
- Max Delbrück: Die Pipette ist meine Klarinette. Originaltonaufnahmen 1954–1979. Hrsg. v. Klaus Sander, Köln 2007 ISBN 978-3-932513-75-6
- Arnold Schönberg: Dear Miss Silvers. Originaltonaufnahmen 1931–1951. Hrsg. v. Klaus Sander unter Mitarbeit v. Eike Fess u. Therese Muxeneder (Arnold Schönberg Center, Wien), Köln 2007 ISBN 978-3-932513-74-9

### Bücher
- Klaus Sander: Flusser-Quellen. Eine kommentierte Bibliografie Vilém Flussers von 1960–2002, European Photography, Göttingen 2002
- Klaus Sander / Jan St. Werner: Vorgemischte Welt, Suhrkamp Verlag, Frankfurt am Main 2005 ISBN 978-3-518-12391-1

#### Als Herausgeber
- Vilém Flusser: Zwiegespräche. Interviews 1967–1991. Hrsg. v. Klaus Sander. European Photography, Göttingen 1996 ISBN 3-923283-39-3 (Gb.) ISBN 3-923283-34-2 (brosch.)
- Vilém Flusser: Briefe an Alex Bloch. Hrsg. v. Edith Flusser u. Klaus Sander. European Photography, Göttingen 2000 ISBN 3-923283-53-9 (Gb.) ISBN 3-923283-52-0 (brosch.)

## Ausstellungen (Auswahl)
- nearer to the heart's desire. Installation, Evangelische Akademie Tutzing, 1996. IBZ / Bauhaus-Universität Weimar, 1997
- Fluchtlinien der Arbeit. Hybrid WorkSpace, documenta X, Kassel, 1997
- Übergriffe – Zum Verhältnis von Kunst und Musik. Mediapark Agfa-Haus, Köln, 1998
- nearer to the heart's desire, pt. 2. Installation, Goethe-Institut São Paulo, 1999
- Copy & Paste – Drag & Drop #4. Installation, Kunstraum Innsbruck, 1999
- [sonic]square #3: supposé and friends. Kaaitheaterstudio's, Brüssel, 2002
- Ritter/Zamet invites supposé. London, Gallery Ritter/Zamet, 2005
- Falscher Auerhahn. Kochkonzert, zusammen mit Rosa Barba, Jan St. Werner, Ingrid Wiener, Oswald Wiener, Villa Romana, Florenz 2011[16] (dokumentiert als Picture-Vinyl[17])
- Heisse Füße. Kochkonzert, zusammen mit Rosa Barba, Tatjana Pavlenko, Jan St. Werner, Ingrid Wiener, Oswald Wiener, Deutsche Bank Kunsthalle, Berlin 2013
- Heisse Ohren. Kochkonzert, zusammen mit Rosa Barba, Tatjana Pavlenko, Jan St. Werner, Ingrid Wiener, Oswald Wiener, Schauplatz Kornberg im Meierhof zu Kornberg 2014[18]
- Bodenlos – Vilém Flusser und die Künste. 11 Videoporträts, Zentrum für Kunst und Medientechnologie, Karlsruhe, 2015. Akademie der Künste, Berlin, 2015. West, Den Haag, 2016. GAMU, Prag, 2017. Rua 34, São Paulo, 2017

## Trivia
- Der Schriftsteller Georg Klein literarisierte Klaus Sander und dessen damalige Lebensgefährtin Anja Theismann in seiner Erzählung Shanghai Schicksal als Ehepaar Klaus und Anja Sandmann.[19]
- Der Literaturkritiker Denis Scheck bezeichnet Klaus Sander als „den ungewöhnlichsten Verleger Deutschlands“.[20]